# Разпределяне на ресурси
Разпределяне на ресурси (срещано и непреведено като алокация на ресурси) е разпределянето по предназначение на разполагаемите ресурси по икономически път. Това е част от управлението на ресурсите.
В управлението на проекти разпределяне на ресурси е изработването на програма от дейности и ресурси, изисквани за конкретния проект, като се има предвид едновременно наличността на ресурси и времето за проекта.
В стратегическото планиране разпределяне на ресурси е план за използване на наличните естествени ресурси, например човешки ресурси, особено в близки срокове, за постигането на бъдещи цели. Това е процесът на разпределянето на ресурси сред различни проекти или бизнес единици.